# Уиллимон, Бо
Пек Боригард «Бо» Уиллимон (англ. Pack Beauregard "Beau" Willimon; род. 26 октября 1977) — американский драматург и сценарист. Он наиболее известен как шоураннер и сценарист сериала «Карточный домик». В 2018 создал драматический сериал «Первые» для Хулу о первой миссии на Марс.

## Ранняя жизнь и образование
Бо Уиллимон родился в Александрии в семье Нэнси и Генри Пека Уиллимонов. Его отец был капитаном 1-го ранга в военно-морских силах США и его семья часто переезжала. Уиллимон жил в различных местах, включая Гавайи, Сан-Франциско, Калифорния и Филадельфия, Пенсильвания, прежде чем поселиться в Сент-Луисе, Миссури, после того как отец Уиллимона ушёл в отставку, чтобы стать адвокатом.
Уиллимон поступил в школу Джона Берроуза и брал драматические уроки, где его учителем драматургии был Джон Хэмм, и окончил её в 1995 году. Он получил специальность визуальных искусств и получил степень бакалавра от Колумбийского университета в 1999 году. Когда он был студентом, он встретился с Джеем Карсоном. Карсон нашёл работу для Уиллимона и он работал добровольцем и стажёром в 1998 году для сенаторской кампании Чарльза Шумера, которая вела к работам с сенаторской гонкой Хиллари Клинтон 2000 года, президентской гонкой Билла Брэдли 2000 года и президентской гонкой Говарда Дина 2004 года. После окончания учёбы он работал в министерстве внутренних дел эстонского правительства в Таллине в рамках общения. Он был ответственным за сортировку через тысячи страниц документов E.U. и написания резюме. Вскоре после, он переехал во Вьетнам, чтобы работать для небольшого культурного журнала. Пока он был во Вьетнаме, он проводил исследования для своего первого сценария, основанного на жизни Томаса Ву, профессора визуальных искусств Колумбийского университета, который вырос во Вьетнаме в течение войны.
Он вернулся в Нью-Йорк, чтобы поступить в школу искусств Колумбии. Одним из его наставников был драматург Эдуардо Мачадо. Уиллимон отметил, что «я безусловно был худшим студентом в нашей группе. Все эти люди знали, что они хотели стать драматургами навсегда. Я ничего не знал о мире театра и у меня не было ни малейшего представления о том, как действительно написать пьесу. Но я бросил пить и я действительно посвятил себя этому пути.» В течение окончания школы, он заработал стипендию визуальных искусств, которую он получил с предложением написать 40 литографов о паранойе, и жил в Южной Африке около года. После получении степени МИИ в драматургии от школы искусств, он работал на странных работах, включая помощника художника, строителя, находил работы для бездомных. баристу, инструктором начальных классов SAT, а также проводил практику с Новыми Драматургами.
Уиллимон впоследствии поступил в программу американских драматургов Лилы Ачесон Уоллес в Джульярдской школе, заработав и общество драматургов Джульярда Лилы Ачесон Уоллес и премию Le Compte du Nuoy Линкольн-центра.

## Карьера
В Джульярдской школе, он написал пьесу, «Farragut North», которая была вдохновлена его опытом в качестве пресс-помощника для президентской кампании Дина 2004 года. Осенью 2008 года, его премьера стартовала вне Бродвея в Atlantic Theater Company, и в ней сыграли Джон Галлахер-мл, Крис Нот и Оливия Тирлби. Производство получило руководство Лос-Анджелеса следующим летом, с Крисом Пайном в главной роли. В 2009 году Уиллимон был номинирован на премию Джона Гасснера от кружка наружных критиков.
Другие пьесы включают «Lower Ninth», где продюсером в 2007 году выступил SPF, а в 2008 году The Flea Theater; продюсером «Zusammenbruch» выступил American Airlines Theater и режиссёром стал Томас Кали; «Spirit Contol» был спродюсирован Manhattan Theatre Club в 2010 году; продюсером «The Parisan Woman» стал South Coast Pepertory в 2013 году, и «Breathing Time», продюсером которой стал Fault Line Theater в 2014 году.
Работа Уиллимона была показана в театре MCC, Ars Nova, центре искусств HERE, театре Феникс, центре искусств Battersea в Лондоне, театре Черри Лэйн и South Coast Repertory.
Киноадаптация пьесы «Farragut North», переименованная в «Мартовские иды», была показана в октябре 2011 года. Режиссёром выступил Джордж Клуни; сценарий был написан Уиллимоном, Клуни и партнёром-продюсером Грантом Хесловом. В главных ролях сыграли Клуни, Райан Гослинг, Эван Рэйчел Вуд, Филип Сеймур Хоффман, Пол Джаматти, Мариса Томей и Джеффри Райт. В 2012 году фильм был номинирован на премию «Оскар» за лучший адаптированный сценарий и на четыре «Золотых глобуса», включая лучший фильм — драма и лучший сценарий.
В 2012 году, Уиллимон начал разрабатывать сериал «Карточный домик», американскую адаптацию одноимённого сериала канала BBC, для Netflix. Его продюсерами стали Media Rights Capital, Дэвид Финчер и Кевин Спейси, а в главных ролях играют Спейси, Робин Райт, Кейт Мара, Кори Столл, Майкл Келли, Кристен Конноли, Констанс Зиммер и Себастьян Аркелус. Премьера стартовала на Netflix 1 февраля 2013 года.
В апреле 2022 года — на Украине. Вместе с издателем «Медиазоны» Петром Верзиловым работает над документальном фильмом о вторжении России на Украину.

## Работы

### Автор пьес
- Фаррагут-Норт (2008)
- Нижняя нота (2008)
- Zusammenbruch (2008)
- Контроль духа (2010)
- Парижанка (2013)
- Время дыхания (2014)

### Художественные фильмы
| Год  | Название                                          | Оригинальное название   | Сценарист | Продюсер       | Примечания                                  |
| ---- | ------------------------------------------------- | ----------------------- | --------- | -------------- | ------------------------------------------- |
| 2011 | Мартовские иды                                    | The Ides of March       | Да        | Сопродюсер     | Экранизация пьесы Уиллимона «Фаррагут-Норт» |
| 2013 | Прораб                                            | A Master Builder        |           | Исполнительный |                                             |
| 2018 | Две королевы                                      | Mary Queen of Scots     | Да        |                |                                             |
| 2024 | Хофтекс                                           | Xoftex                  |           | Да             |                                             |
| TBA  | Безымянный приквел Звёздных войн Джеймса Мэнголда | Untitled Star Wars film | Да        |                |                                             |
| TBA  | Кит за миллиард долларов                          | Billion Dollar Whale    |           | Исполнительный |                                             |

### Документальные фильмы
| Год  | Название                         | Оригинальное название                  | Продюсер | Исполнительный продюсер | Примечания       |
| ---- | -------------------------------- | -------------------------------------- | -------- | ----------------------- | ---------------- |
| 2015 | Прогулка вокруг света            | The Walk Around the World              |          | Да                      | Короткометражные |
| 2015 | Курт                             | Curt                                   |          | Да                      | Короткометражные |
| 2015 | Джонни Кэш: Американский бунтарь | Johnny Cash: American Rebel            |          | Да                      |                  |
| 2020 | Вручную                          | By Hand                                | Да       |                         |                  |
| 2020 | Огни Балтимора                   | Lights of Baltimore                    | Да       |                         |                  |
| TBA  | Жизнь и смерть Вестернли Виндии  | The Life and Death of Westerly Windina | Да       |                         |                  |

### Телесериалы
| Год(ы)    | Название        | Оригинальное название | Сценарист | Исполнительный продюсер | Создатель | Примечания                                                                            |
| --------- | --------------- | --------------------- | --------- | ----------------------- | --------- | ------------------------------------------------------------------------------------- |
| 2013-18   | Карточный домик | House of Cards        | Да        | Да                      | Да        | Создатель 73-х эпизодов Сценарист 23-х эпизодов Исполнительный продюсер 52-х эпизодов |
| 2018      | Первые          | The First             | Да        | Да                      | Да        | Создатель и исполнительный продюсер 8-ми эпизодов Сценарист 3-х эпизодов              |
| 2020      | Великая армия   | Grand Army            |           | Да                      |           | 9 эпизодов                                                                            |
| 2022-25   | Андор           | Andor                 | Да        |                         |           | 6 эпизодов                                                                            |
| 2025-н.в. | Разделение      | Severance             |           | Да                      |           | 10 эпизодов                                                                           |
| TBA       | Жёлтая птица    | Yellow Bird           |           | Да                      |           |                                                                                       |

#### Сценарист по эпизодам
| Название        | Сезон | Номер | Название                         | Дата показа      | Соавтор(ы) (если есть) |
| --------------- | ----- | ----- | -------------------------------- | ---------------- | ---------------------- |
| Карточный домик | 1     | 1     | Глава 1                          | 1 февраля 2013   |                        |
| Карточный домик | 1     | 2     | Глава 2                          | 1 февраля 2013   |                        |
| Карточный домик | 1     | 3     | Глава 3                          | 1 февраля 2013   | Кита Хафф              |
| Карточный домик | 1     | 4     | Глава 4                          | 1 февраля 2013   | Рика Кливленд          |
| Карточный домик | 1     | 7     | Глава 7                          | 1 февраля 2013   | Кейт Барноу            |
| Карточный домик | 1     | 8     | Глава 8                          | 1 февраля 2013   |                        |
| Карточный домик | 1     | 9     | Глава 9                          | 1 февраля 2013   | Рика Кливленд          |
| Карточный домик | 1     | 11    | Глава 11                         | 1 февраля 2013   | Кита Хафф и Кейт Барно |
| Карточный домик | 1     | 12    | Глава 12                         | 1 февраля 2013   | Джина Джонфриддо       |
| Карточный домик | 1     | 13    | Глава 13                         | 1 февраля 2013   |                        |
| Карточный домик | 2     | 1     | Глава 14                         | 14 февраля 2014  |                        |
| Карточный домик | 2     | 2     | Глава 15                         | 14 февраля 2014  |                        |
| Карточный домик | 2     | 9     | Глава 22                         | 14 февраля 2014  |                        |
| Карточный домик | 2     | 10    | Глава 23                         | 14 февраля 2014  | Лора Исон              |
| Карточный домик | 2     | 11    | Глава 24                         | 14 февраля 2014  | Джона Манкевич         |
| Карточный домик | 2     | 12    | Глава 25                         | 14 февраля 2014  |                        |
| Карточный домик | 2     | 13    | Глава 26                         | 14 февраля 2014  |                        |
| Карточный домик | 3     | 1     | Глава 27                         | 27 февраля 2015  |                        |
| Карточный домик | 3     | 7     | Глава 33                         | 27 февраля 2015  |                        |
| Карточный домик | 3     | 12    | Глава 38                         | 27 февраля 2015  |                        |
| Карточный домик | 3     | 13    | Глава 39                         | 27 февраля 2015  |                        |
| Карточный домик | 4     | 1     | Глава 40                         | 4 марта 2016     |                        |
| Карточный домик | 4     | 13    | Глава 52                         | 4 марта 2016     |                        |
| Первые          | 1     | 1     | Разделение                       | 14 сентября 2018 |                        |
| Первые          | 1     | 2     | Что нужно?                       | 14 сентября 2018 |                        |
| Первые          | 1     | 8     | Близко и далеко                  | 14 сентября 2018 |                        |
| Андор           | 1     | 8     | Наркина-5                        | 26 октября 2022  |                        |
| Андор           | 1     | 9     | Никто не слушает!                | 2 ноября 2022    |                        |
| Андор           | 1     | 10    | Один выход                       | 9 ноября 2022    |                        |
| Андор           | 2     | 4     | Вы когда-нибудь были на Гормане? | 29 апреля 2025   |                        |
| Андор           | 2     | 5     | У меня везде есть друзья         | 29 апреля 2025   |                        |
| Андор           | 2     | 6     | Какой праздничный вечер          | 29 апреля 2025   |                        |